# Drapeau de Terre-Neuve-et-Labrador
Le drapeau de Terre-Neuve-et-Labrador fut introduit en 1980 et fut dessiné par l'artiste terre-neuvien Christopher Pratt. Le drapeau, avec des proportions de 1:2, fut approuvé par la Chambre d'Assemblée de la province canadienne de Terre-Neuve-et-Labrador le 28 mai 1980. Il flotta pour la première fois le Jour de la Découverte, le 24 juin 1980.
Le drapeau fut choisi à cause de son symbolisme. La couleur bleue représente la mer, le blanc représente la neige et la glace, le rouge représente l'effort et le combat des Terre-neuviens-et-Labradoriens, et la couleur or symbolise la confiance qu'ils ont en eux-mêmes et en l'avenir.
Les triangles bleus sont voulus comme un hommage à l'Union Jack, et représentent l'héritage britannique de Terre-Neuve-et-Labrador. Les deux triangles rouges sont censés représenter les deux régions de la province — le Labrador et l'île de Terre-Neuve. La flèche dorée, selon Pratt, montre le chemin d'un avenir meilleur. (On peut également noter que la moitié gauche du drapeau, la partie bleue, évoque également le drapeau de l'Écosse, d'où provient le fond bleu de l'Union Jack.)

## Origines du drapeau
À la fin des années 1970, le premier ministre de la province, Brian Peckford, nomma un Comité du drapeau de Terre-Neuve-et-Labrador afin de choisir un drapeau pour remplacer l'Union Jack que la province utilisait comme drapeau provincial depuis son entrée dans la confédération canadienne en 1949.
Le candidat le plus populaire pour le statut de drapeau provincial était le tricolore rose-blanc-vert. Également appelé le Newfoundland Native Flag (traduction libre : drapeau indigène de Terre-Neuve) il s'agit du plus ancien drapeau dans le Commonwealth après l'Union Jack. Malgré sa ressemblance frappante avec le tricolore irlandais, le tricolore terre-neuvien existait cinq ans avant le tricolore irlandais ; c'est également le plus ancien drapeau du monde à comporter la couleur rose.
La Newfoundland Historic Trust, la Newfoundland Historical Society, et le St. Johns Fold Arts Council soumirent une déposition jointe au comité du drapeau de la Chambre d'Assemblée, recommandant à l'unanimité l'adoption du tricolore comme drapeau officiel de Terre-Neuve. Le comité refusa d'écouter leur conseil et opta plutôt pour le drapeau de Christopher Pratt que ses opposants raillèrent sous le nom de « hampe dorée ».

## Tricolore terre-neuvien

Drapeau tricolore terre-neuvien

Le drapeau tricolore de Terre-Neuve, souvent appelé le Pink, White and Green (rose-blanc-vert) est un drapeau très populaire mais non officiel. Il aurait ses origines à Saint-Jean en 1840 et aurait été créé par l'évêque catholique de Terre-Neuve, Michael Anthony Fleming. Avec ses proportions de 1:2 et chaque couleur occupant des tiers égaux de la longueur du drapeau, le drapeau symbolise la tradition entre protestants et catholiques locaux.
Selon la légende, durant le transport annuel du bois pour la construction de la cathédrale anglicane et la cathédrale catholique, une rivalité considérable se développa entre les deux groupes. Les protestants, britanniques, marquaient leurs piles de bois avec un drapeau rose de la Natives' Society, tandis que les catholiques, irlandais, utilisaient une bannière verte. La menace de violence était telle que l'évêque Fleming serait intervenu pour les persuader d'adopter un drapeau commun sur lequel le rose et le vert seraient séparés par une bande blanche symbolisant la paix. Le rose symbolise la rose des Tudor d'Angleterre (les protestants) et le vert représente l'emblème d'Irlande de saint Patrick (les catholiques). Le blanc proviendrait de la croix de Saint-André (saint André est le saint patron des pêcheurs et de l'Écosse).
Selon une autre version de la légende, les deux groupes se seraient présentés devant l'évêque, chacun avec leur drapeau, pour demander son aide à résoudre le conflit. L'évêque aurait pris les deux drapeaux, les attachant ensemble avec un mouchoir blanc, puis leur aurait dit : "Allez en paix."
L'utilisation sociale, commerciale et gouvernementale du tricolore rose, blanc et vert se répandit rapidement à travers l'île, et fut utilisée lors de la visite du Prince de Galles à Saint-Jean en 1860. Dans les années 1860 et encore en 1904, c'était un symbole central pour ceux qui s'opposaient à la confédération avec le Canada. Le capitaine Robert Bartlett, qui guida l'amiral Peary dans son ultime expédition polaire en 1909, planta le tricolore à quelques kilomètres du pôle Nord. Le tricolore flottait sur la résidence du lieutenant-gouverneur durant les mandats de Boyle et Murray au début du XXe siècle et était indiqué sur les tables de drapeaux du XIXe siècle comme étant le drapeau de Terre-Neuve.
Le tricolore terre-neuvien est toujours utilisé et très populaire dans la province, surtout dans la ville de Saint-Jean, et il existe un mouvement populaire et une pétition pour que la province accorde au drapeau le statut de drapeau officiel. Le premier ministre Danny Williams a annoncé vers la fin de 2005 qu'il serait prêt à ouvrir un débat sur cette question, mais il y a peu d'action sur ce dossier depuis.

## Red Ensign terre-neuvien

Red Ensign de Terre-Neuve.

Le Red Ensign, avec le grand sceau de Terre-Neuve dans le battant, fut le drapeau non officiel de la marine marchande de Terre-Neuve de 1904 à 1931. Le drapeau ne fut jamais formellement adopté par le parlement national. Le sceau sur le drapeau dépeint Mercure, le dieu du Commerce, présentant à la Grande-Bretagne un pêcheur qui, à genoux, lui offre le fruit de la mer. En haut du sceau sur un rouleau sont inscrits les mots Terra Nova, et en bas la devise Haec Tibi Dona Fero (Je vous apporte ces cadeaux).

## Union Jack

Union Jack

L'ancien drapeau de Terre-Neuve était l'Union Jack. Il fut adopté en 1931 et utilisé jusqu'à la suspension du gouvernement responsable en 1934. Il fut ré-adopté en tant que drapeau provincial officiel en 1952 et utilisé jusqu'en 1980. La branche de Terre-Neuve-et-Labrador de la Légion royale canadienne refuse encore à ce jour de reconnaître le nouveau drapeau terre-neuvien comme le drapeau de Terre-Neuve. Ils affirment que dans les deux guerres mondiales, les soldats terre-neuviens ont combattu sous le drapeau de l'Empire britannique. La légion utilise l'Union Jack pour toutes ses fonctions officielles.

## Drapeau des Franco-terre-neuviens-et-labradoriens

Drapeau des Franco-terre-neuviens-et-labradoriens

Le drapeau des communautés francophone et acadienne de Terre-Neuve-et-Labrador (propriété intellectuelle de la Fédération des Francophones de Terre-Neuve et du Labrador) s'inspire du tricolore français et du drapeau acadien, avec trois bandes inégales de bleu, blanc et rouge. Deux voiles jaunes sont placées sur la ligne entre les bandes blanc et rouge. La voile du haut contient une branche d'épinette (symbole du Labrador), alors que celle du bas porte une fleur de sarracénie pourpre (Sarracenia purpurea - Symbole de Terre-Neuve). Ces symboles sont tracés en noir.
Les voiles représentent les premiers pêcheurs français (dont une partie de basques, de bretons)et de normands qui arrivèrent dans la région en 1504. Simultanément, elles symbolisent l'action et le progrès. Le jaune est le même que celui de l'étoile du drapeau de l'Acadie. La branchette d'épinette est l'emblème du Labrador et se trouve également sur le drapeau du Labrador. La fleur emblématique de Terre-Neuve et Labrador est la sarracénie pourpre.

## Drapeau du Labrador

Drapeau du Labrador

Le drapeau du Labrador fut créé par le député à la Chambre d'Assemblée pour le comté de Labrador South, Mike Martin, en 1974. Martin créa le drapeau pour protester contre l'indifférence de Joey Smallwood face au Labrador. Comme Martin vient de Cartwright, la ville se proclame maintenant "Lieu de naissance du drapeau du Labrador". Le drapeau fut présenté aux conseils communautaires et aux députés labradoriens de la Chambre d'Assemblée en avril 1974.
La Fraternité du Labrador décrit le drapeau ainsi :
Ce drapeau vise à être une déclaration permanente de l'identité unique du peuple du Labrador et de leur héritage commun. La bande blanche du haut représente les neiges, l'élément qui, plus que tout autre, a coloré notre culture et dicté notre style de vie. La bande bleue du bas représente les eaux de nos rivières, de nos lacs et de nos océans. Les eaux ont été nos autoroutes, comme les neiges, et ont nourri notre poisson et notre faune. La bande verte du centre représente la terre. La terre verte et abondante est l'élément connecteur qui unit nos trois différentes cultures.
La brindille symbolique d'épinette fut choisie parce que l'épinette est la seule chose qu'ont en commun toutes les régions géographiques du Labrador. Elle a fourni nos abris, notre transport, notre énergie, et de façon indirecte, notre nourriture et nos vêtements puisque les forêts d'épinettes sont devenues l'environnement de la faune qui nous donne de la viande à manger, des peaux pour nos vêtements et pour notre commerce. C'était de l'épinette que nous avons sciée pour les planches et le bois de nos bateaux, komatiks et maisons. Les trois branches de la brindille d'épinette représentent les trois races : l'Inuit, l'Amérindien et les colons européens. La brindille poussant d'une seule souche représente l'origine commune de tous les peuples sans égard à la race. La brindille est en deux sections, soit deux années de croissance. La section extérieure est plus longue que la section intérieure. Ceci est dû au fait que dans les bonnes années de croissance, la brindille croît plus que dans les années pauvres. Ainsi, la section intérieure et plus courte nous rappelle les époques passées, tandis que la section longue représente notre espoir pour l'avenir. Ceci est notre drapeau et un symbole de notre foi en nous-mêmes et en l'avenir, notre fierté de notre héritage et notre respect pour la terre et la dignité des peuples.

## Drapeau de Nunatsiavut

Drapeau du Nunatsiavut

La région autonome inuite de Nunatsiavut possède son propre drapeau. Le drapeau de Nunatsiavut est le drapeau adopté par la Labrador Inuit Association pour représenter les Inuits du Labrador et leur nouveau territoire appelé Nunatsiavut. Le drapeau montre un inukshuk traditionnel inuit aux couleurs blanc, bleu et vert, faisant écho au drapeau du Labrador.